# オーガスティン・ライザー
オーガスティン・ライザー（Augustine Ryther、? - 1593年）は、イングランドの印刷業者、翻訳家。クリストファー・サクストンと共にイングランドの地図の印刷を行った。また、科学器具の製作も行った。

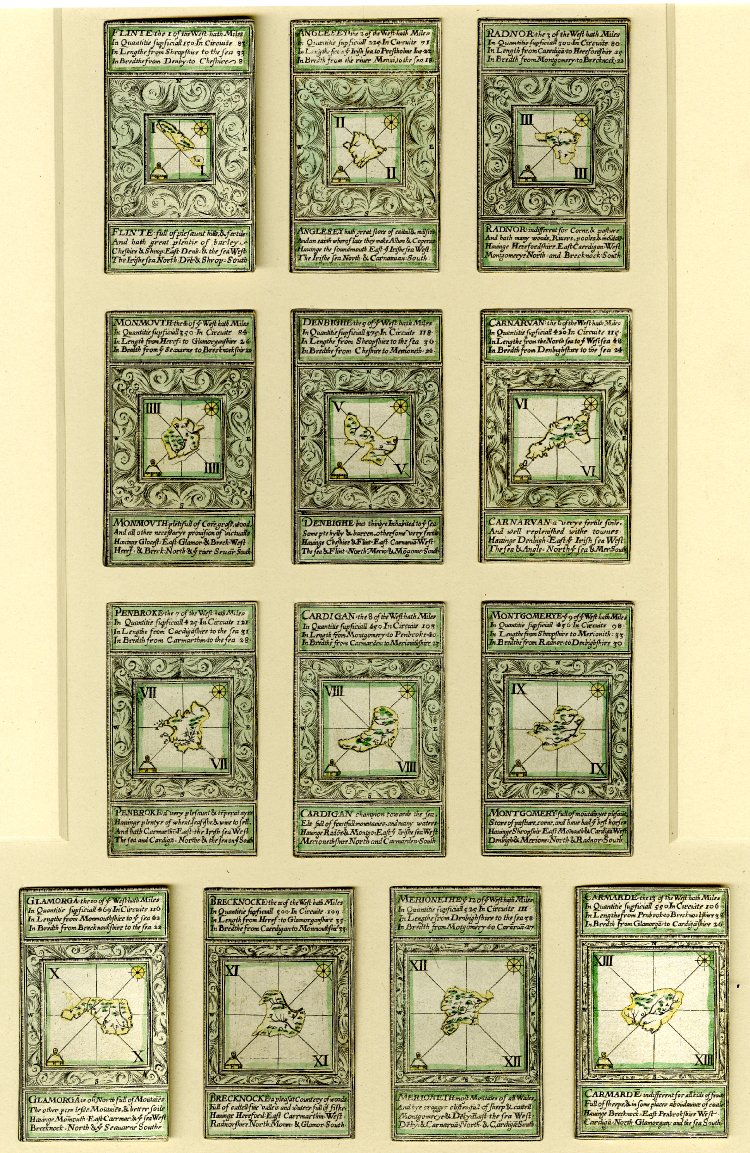
Cards from a 1590 pack illustrating counties of England and Wales, with maps largely copied from an atlas by Christopher Saxton. Engraving by Augustine Ryther, after William Bowes.

## 業績
ライザーは、1579年にサクストンによって発行されたイングランドの地図の一部の印刷に加わっていた。彼の名前はダラムとウェストモーランド (1576年)、 グロスターとヨーク (1577年)、‘Augustinus Ryther Anglus Sculpsit Ano Dñi 1579.’と記されたイングランド全土の地図の印刷者として現れる。ライザーの名前は1588年に アントニー・アシュレイによって作られた地図 The Mariner's Mirrour にヨドクス・ホンディウス、セオドア・ド・ブライらと共に印刷者としても現れる。1590年、ライザーはペトルッチョ・ウバルディーニの Expeditionis Hispaniorum in Angliam vera Descriptio の翻訳を出版した。その本はA・ハットフィールドによって印刷された。その作品はライザーによってチャールズ・ハワード卿に献呈された。その大さし絵はタイトルと10個の図表で構成され、英仏海峡およびブリテン諸島での無敵艦隊の様々な経過と敗北が描かれていた。無敵艦隊の主要な記録は、エリザベス女王の建物の測量師ロバート・アダムズによって描かれている。ライザーの図、またはアダムスのオリジナル図面は、オランダのヘンリドック・コルネリス・フロース によって描かれ、かつ以前に貴族院にあった無敵艦隊のタペストリーの元となった可能性が高い。ライザーの図の縮小コピーは、ジョン・パインによる無敵艦隊のタペストリーの作品として出版された。目録はライザーによって別に出版された。ライザーはまたトーマス・フードとも仕事をしていた。